# 임유
임유(任濡, 1149년 ~ 1212년)는 고려의 문신이다. 본관은 정안(定安). 초명은 임극인(任克仁)이다. 문하시중 임원후(任元厚)의 넷째 아들이며, 누나는 인종의 비 공예태후(恭睿太后)이다.

## 생애
고려 명종 때 과거에 급제한 후 여러 관직을 거쳐 참지정사(叅知政事)가 되었다. 신종 초에 중서시랑평장사(中書侍郞平章事)로 임명되고 수태부(守太傅)·문하시랑평장사(門下侍郞平章事)로 승진하였다.
성품이 욕심없고 깨끗하며 자애롭고 온화하여 가문과 권세를 내세우며 교만하지 않았다. 노비나 천한 종일지라도 욕을 하거나 꾸짖은 적이 없었다. 다섯 왕을 내리 섬겼는데, 관직에 있으면서 부지런하고 조심하였으며 일을 처리하는 것은 현명하고 미더웠다.
16년간 제고(制誥)를 맡아서 문장과 저술로 유명하였다. 4번 과거를 주관하며 조충(趙冲)·이규보(李奎報)·김창(金敞)·유승단(兪承旦) 등을 선발하였다.
만년에 불교를 더욱 독실하게 믿어서 금으로 『금자대장경(金字大藏經)』의 거의 반을 쓰니 식자들이 비웃었다. 희종(熙宗) 묘정에 배향되었다.
1212년에 예순 네 살로 죽으니 시호를 양숙(良淑)이라 하였다. 희종의 묘정에 배향되었다.

## 가족
아들은 임경숙(任景肅)·임경겸(任景謙)·임효순(任孝順)·임경순(任景恂)이다.